# 34343 Kumaran
34343 Kumaran è un asteroide della fascia principale. Scoperto nel 2000, presenta un'orbita caratterizzata da un semiasse maggiore pari a 2,6332601 au e da un'eccentricità di 0,0228755, inclinata di 2,42417° rispetto all'eclittica.